# 近藤新八
近藤新八（1893年10月15日—1947年10月31日）日本香川縣出身，為第十六任台灣軍參謀長，是臺灣軍事之中重要的一職，於台灣日治時期替台灣軍協助軍事發展，專責管理台灣軍。陸士28期、陸大41期畢業。

## 經歷
卸任台灣軍參謀長後，由獨立混成第19旅團長升任中將並擔任第130師團長，之後於廣東準備防禦盟軍於中國南部登陸。戰後被指名為戰犯，1947年10月於廣東被判處死刑槍決。

## 年表
- 1916年（大正5年）  5月26日 日本陸軍士官學校畢業
- 1928年（昭和4年） 11月29日 日本陸軍大學校畢業
- 1938年（昭和13年） 7月15日 陸軍歩兵上校・奉天憲兵隊長
- 1939年（昭和14年） 3月31日 新京憲兵隊長
- 1940年（昭和15年） 12月2日 歩兵第224連隊長
- 1942年（昭和17年） 3月11日 第37師團參謀長
- 1943年（昭和18年）10月29日 台灣軍參謀長
- 1944年（昭和19年） 7月8日 獨立混成第19旅團長
- 1945年（昭和20年） 4月15日 陸軍中將・第130師團長
- 1947年（昭和22年）10月31日 死刑槍決